# United States Agency for Global Media
La United States Agency for Global Media (USAGM), conosciuta fino al 2018 come Broadcasting Board of Governors (BBG), è un'agenzia del governo degli Stati Uniti che trasmette notizie e informazioni. È considerato un braccio della diplomazia statunitense.
Nel marzo 2025, il presidente Donald Trump ha sancito l'eliminazione di USAGM insieme a diverse altre agenzie.

## Media finanziati e supervisionati
La USAGM supervisiona:
- Voice of America (VOA)
- Radio Free Europe/Radio Liberty (RFERL)
- Radio Free Asia (RFA)
- Al-Hurra
- Office of Cuba Broadcasting
- Radio Sawa
- Radio Farda
- Radio Marti e TV Marti
- Middle East Broadcasting Networks
- Open Technology Fund

Il budget per l'anno fiscale 2011 era di 768,8 milioni di dollari con un incremento del 1,5% rispetto all'anno precedente.